# Champagné-le-Sec
Champagné-le-Sec – miejscowość i gmina we Francji, w regionie Nowa Akwitania, w departamencie Vienne.
Według danych na rok 1990 gminę zamieszkiwało 208 osób, a gęstość zaludnienia wynosiła 26 osób/km² (wśród 1467 gmin regionu Poitou-Charentes Champagné-le-Sec plasuje się na 790. miejscu pod względem liczby ludności, natomiast pod względem powierzchni na miejscu 942.).